# Paavo Nurmi
Paavo Johannes Nurmi, född 13 juni 1897 i Åbo, död 2 oktober 1973 i Helsingfors, var en framgångsrik finsk medel- och långdistanslöpare. Han satte 22 officiella och 21 inofficiella världsrekord samt vann åren 1920–1928 9 olympiska guldmedaljer. Paavo Nurmi var sin tids mest berömde löpare[källa behövs] och anses ofta som Finlands störste idrottsman genom alla tider[källa behövs]. Han dominerade medel- och långdistanssträckorna under 14 års tid, något som först ändades när han strax före sommar-OS 1932 på grund av ett ihärdigt lobbande av den svenske IOK-medlemmen Sigfrid Edström blev förklarad som proffs och avstängd från internationellt tävlande på livstid [källa behövs].

## Biografi
Paavo Nurmi föddes i Åbo som son i en småjordbrukarfamilj och växte upp under enkla förhållanden. Fadern Johan Fredrik Nurmi var snickare och Paavo Nurmi hade fyra yngre syskon. Han växte upp i centrala Åbo (Bromsaregatan 4) från 1903 och skulle bo i familjens lägenhet fram till 1932. Han fick redan som barn bidra till familjens försörjning. Han blev tidigt intresserad av löpning, först genom att agera publik vid lokala friidrottares träningsrundor. Vid nio års ålder vann han ett skollopp på 1 500 meter. Efter ett uppehåll kom han från 15 års ålder, inspirerad av Hannes Kolehmainens prestationer vid OS i Stockholm 1912, att återuppta löpningen och köpte sina första löparskor. Han gick 1914 med i friidrottsföreningen Turun Urheiluliitto som han skulle tillhöra hela livet. 
Vid sidan av träningen arbetade han på Ab. H. Ahlberg & Co innan han blev inkallad till militärtjänst i Björneborgs brigad 1919. I det militära imponerade han i  friidrottstävlingar och genom sin uthållighet vid marscher med packning. 1920 följde genombrottet när han vann OS-guld i Antwerpen på 10 000 meter och även vann terränglöpningen individuellt och i lag tillsammans med Heikki Liimatainen och Teodor Koskenniemi. 
Avstängningen som hindrade honom från att delta i OS 1932 ledde tillsammans med personliga motgångar till en förbittring. Han såg sig som offer för en svensk komplott efter Sigfrid Edströms lobbande för att få honom avstängd och efter att en tidning i Stockholm skrivit negativt om honom. Han fick stöd i hemlandet där man inte tyckte om det svenska agerandet och Finland deltog inte i Finnkampen i 7 år. Hans äktenskap slutade i skilsmässa 1935. Efter den aktiva karriären startade han en herrmodebutik i Helsingfors och byggde upp ett framgångsrikt byggföretag. Han deltog i Fortsättningskriget.
Han återkom i offentligheten vid de Olympiska sommarspelen 1952 där han tände den olympiska elden. Han kvarstod i offentligheten ytterligare några år, men under sina sista år led han av depressioner, drabbades av flera hjärtinfarkter och blev nästan blind. Han fick en statsbegravning och fördes i en bilkolonn från Helsingfors till Åbo gamla kyrkogård.

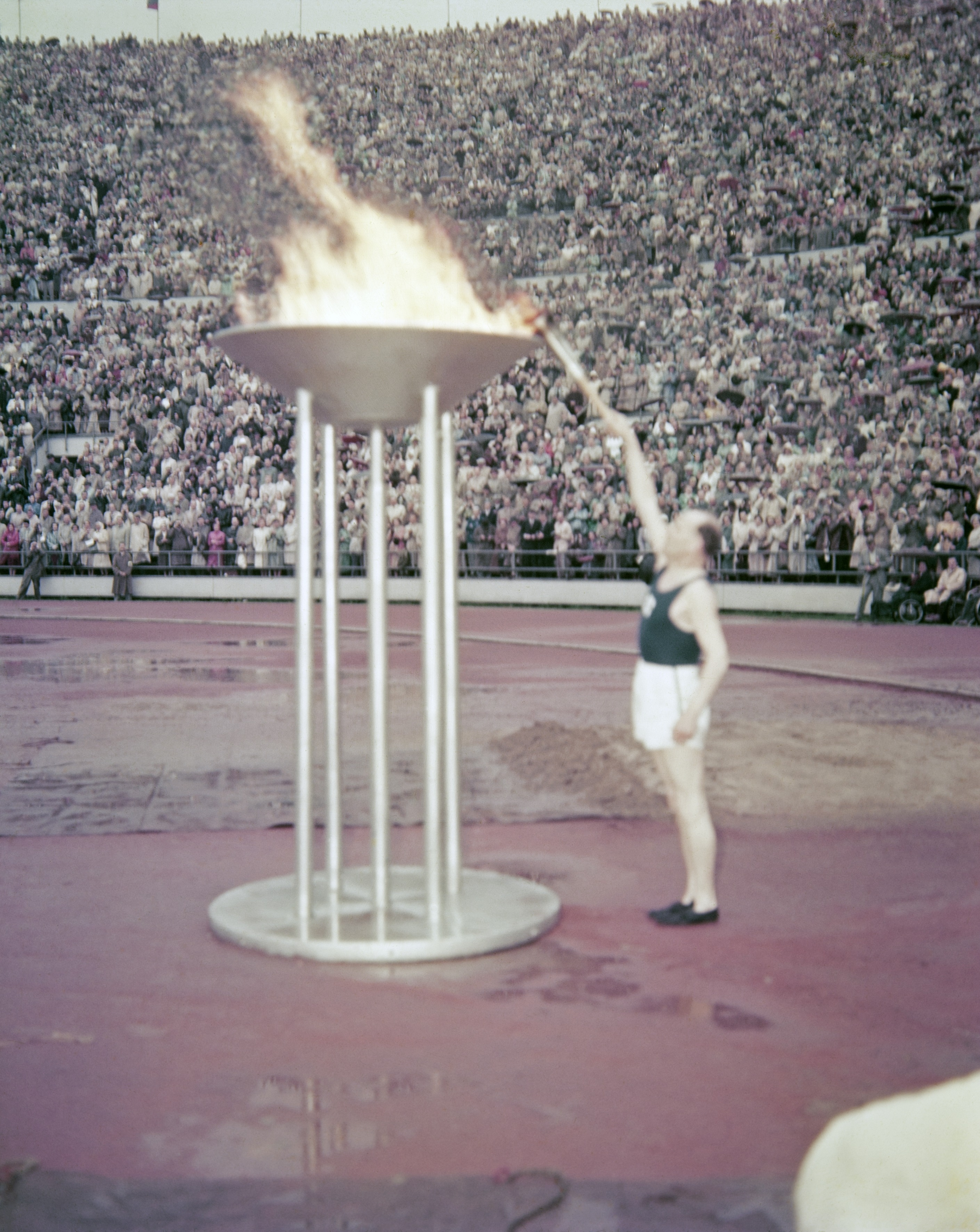
Paavo Nurmi tänder elden vid 1952 års olympiska sommarspel.

### Betydelse
Fram till 13 augusti 2008 var Nurmi, Larissa Latynina, Mark Spitz och Carl Lewis de idrottare som tagit flest guldmedaljer i olympiska spel. Den dagen tog Michael Phelps sitt 10:e och 11:e guld i simning. Nurmi anses allmänt som Finlands störste idrottsman genom alla tider. Han fick en statsbegravning vid sin bortgång och ligger begravd i familjegraven i Åbo. Nurmi står staty utanför Olympiastadion i Helsingfors. Han förärades dessutom ett porträtt på den numera med euro ersatta 10-markssedeln. På motsatta sidan av sedeln var Olympiastadion i Helsingfors avbildad. Nurmi anses än idag av många runtom i världen som en av de främsta löparna genom tiderna. Vid de olympiska spelen i Helsingfors 1952 var det en rörd Paavo Nurmi som fick löpa in i stadion och tända den olympiska elden vid invigningen.

## Minnesmärken
Ett antal statyer med Nurmi finns uppställda, i Finland och utomlands. Wäinö Aaltonen göt (1924/1925) en ursprunglig bronsskulptur, som numera står på museet Ateneum i Helsingfors. Kopior av denna har senare tillverkats för placering vid Helsingfors Olympiastadion (1952), i Åbo (1955), vid/på Olympiska museet i schweiziska Lausanne (1994) och i Jyväskylä (2001).
Ett antal statyetter tillverkades i början på 1950-talet för att sponsra idrottsanläggningarna i Otnäs. En av dessa[källa behövs] återfanns vid 1961 års bärgning av regalskeppet Vasa; denna hade placerats på skeppet några dagar tidigare av skämtlystna studenter vid Helsingfors tekniska högskola. Dessutom har Nurmi skulpterats av Renée Sintenis (1926) och Carl Eldh. Eldhs Löpare från 1937 presenterar de kämpande löparna Nurmi och Edvin Wide, sida vid sida.
Asteroiden 1740 Paavo Nurmi är uppkallad efter honom.

## Meriter

### OS-medaljer
- OS i Antwerpen 1920: tre guld- och en silvermedalj
- OS i Paris 1924: fem guldmedaljer
- OS i Amsterdam 1928: en guld- och två silvermedaljer

### Världsrekord
De världsrekord Paavo Nurmi satte, alla godkända av IAAF:
| Distans    | Tid       | Plats och datum         | Slogs av                  |
| ---------- | --------- | ----------------------- | ------------------------- |
| 1 500 m    | 3.52,6    | Helsingfors, 1924       | Otto Peltzer, 1926        |
| 1 mile     | 4.10,4    | Stockholm, 1923         | Jules Ladoumègue, 1931    |
| 2 000 m    | 5.26,3    | Tammerfors, 1922        | Edvin Wide, 1925          |
| 2 000 m    | 5.24,6    | Kuopio, 1927            | Eino Purje, 1927          |
| 3 000 m    | 8.28,6    | Åbo, 1922               | Edvin Wide, 1925          |
| 3 000 m    | 8.25,4    | Berlin, 1926            | Paavo Nurmi, 1926         |
| 3 000 m    | 8.20,4    | Stockholm, 1926         | Janusz Kusocinski, 1932   |
| 2 miles    | 8.59,6    | Helsingfors, 1931       | Donald Lash, 1936         |
| 3 miles    | 14.11,2   | Stockholm, 1923         | Lauri Lehtinen, 1932      |
| 5 000 m    | 14.35,4   | Stockholm, 1922         | Paavo Nurmi, 1924         |
| 5 000 m    | 14.28,2   | Helsingfors, 1924       | Lauri Lehtinen, 1932      |
| 4 miles    | 19.15,4   | Viborg, 1924            | Janusz Kusocinski, 1932   |
| 5 miles    | 24.06,2   | Viborg, 1924            | (sista godkända rekordet) |
| 6 miles    | 29.36,4   | London, 1930            | Ilmari Salminen, 1937     |
| 10 000 m   | 30.40,2   | Stockholm, 1921         | Ville Ritola, 1924        |
| 10 000 m   | 30.06,2   | Kuopio, 31 augusti 1924 | Ilmari Salminen, 1937     |
| 15 000 m   | 46.49,6   | Berlin, 1928            | (sista godkända rekordet) |
| 10 miles   | 50.15,0   | Berlin, 1928            | Viljo Heino, 1945         |
| 20 000 m   | 1.04.38,4 | Stockholm, 1930         | Juan Zabala, 1936         |
| 19 210 m   | En timme  | Berlin, 1928            | Viljo Heino, 1945         |
| 4 × 1500 m | 16.26,2   | Stockholm, 1926         | Finland, 1926             |
| 4 × 1500 m | 16.11,4   | Viborg, 1926            | Storbritannien, 1931      |

Förutom dessa satte han 29 världsrekord inomhus,[källa behövs] men IAAF godkände inte sådana rekord förrän 1987.

### Utmärkelsetecken
- Medalj av I klass av Finlands Vita Ros’ orden,  1920[5]
- Riddartecknet av I klass av Finlands Vita Ros’ orden,  1925[6]
- Finlands idrottskulturs stora förtjänstkors,  1947[6]
- Finlands Olympiska förtjänstkors av 1 klass,  2 december 1952[7]
- Riddartecknet av I klass av Finlands Lejons orden,  6 december 1967[8]

[Redigera Wikidata]

## Källhänvisningar
1. ↑  "Var springer Paavo?". Arkiverad 10 juni 2015 hämtat från the Wayback Machine. Wam.fi, 2012-05-21. Läst 19 februari 2013.
2. ↑  Ilhamäki, Olli (2011-04-28): "Teekkarien kuningasjäynästä puoli vuosisataa". Yle.fi. Läst 19 februari 2013. (finska)
3. ↑  Schmadel, Lutz D. (2007). Dictionary of Minor Planet Names – (1740) Paavo Nurmi. Springer Berlin Heidelberg. sid. 138. ISBN 978-3-540-29925-7. https://link.springer.com/referenceworkentry/10.1007/978-3-540-29925-7_1741. Läst 24 september 2017
4. 1 2  "Elaintarha - A unique World record warm-up". Arkiverad 4 mars 2016 hämtat från the Wayback Machine. Caltrack.com, 2004-11-19. Läst 6 augusti 2014. (engelska)
5. ↑  läs online, svr100.fi , läst: 4 september 2023.[källa från Wikidata]
6. 1 2  Matti Klinge (red.), Kansallisbiografia, Finska litteratursällskapet och Finska historiska samfundet, Finlands nationalbiografi-ID: 1786, läst: 26 maj 2023.[källa från Wikidata]
7. ↑  läs online, ritarikunnat.fi , läst: 20 september 2023.[källa från Wikidata]
8. ↑  Antti Matikkala, Suomen Valkoisen Ruusun ja Suomen Leijonan ritarikunnat, Edita, 2017, s. 273, ISBN 978-951-37-7005-1.[källa från Wikidata]